# Pseudolimnophila (Calolimnophila) sottiauxi
Pseudolimnophila (Calolimnophila) sottiauxi is een tweevleugelige uit de familie steltmuggen (Limoniidae). De soort komt voor in het Afrotropisch gebied.